# Serralada del Jura

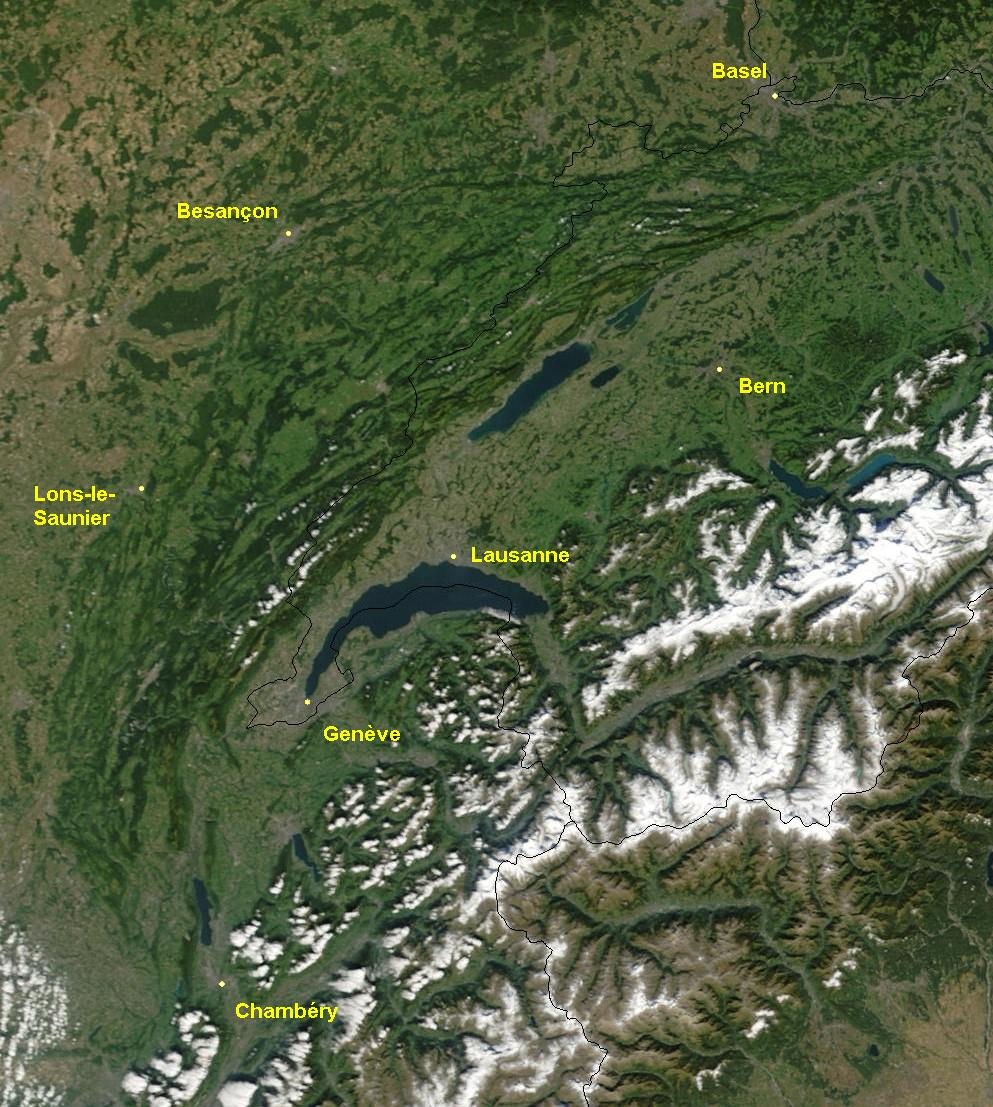
Mapa de la serralada

El Jura és una serralada situada al nord dels Alps, entre França, Suïssa i Alemanya. La seua cimera arriba a 1.720 m.

## Geografia
A França, es troba a la regió de Borgonya-Franc Comtat, i s'estén al sud per la regió de Alvèrnia-Roine-Alps, a l'est del departament d'Ain on es troba la seua cimera: Crêt de la Neige. També es pot trobar a nord-oest del departament de Savoia. L'extrem nord dels Jura es troba a l'extrem sud d'Alsàcia.
A Suïssa, es troba a la frontera oest amb França, particularment als cantons de Basilea, Solothurn, Jura, Berna, Neuchâtel i Vaud.
La serralada es prolonga fins a Alemanya, a l'estat lliure de Baviera.
Aquesta serralada dona nom al departament francès del Jura i al cantó suís Jura
El parc natural de l'Alt Jura es troba el sud-oest de la serralada, a la banda francesa.

## Història
Encara que històricament hi ha hagut als peus dels Jura ciutats molt actives, com Ginebra, Lausana o Basilea, per causa dels seus frondosos boscos, les muntanyes van ser poblades molt tardanament.
La industrialització va arribar als Jura al segle xix, sobretot gràcies a la rellotgeria, molt típica a la regió.

## Particularitats
Els Jura van donar nom a un període del planeta: el Juràssic. Va ser a aquest període quan els sediment que formen la serralada van ser dipositats. Durant el Juràssic, la regió era una mar càlida amb poca profunditat, amb una qualitat biològica i coral·lina comparable a l'actual mar Roig. Va ser la serralada dels Alps qui, més tard, va fer alçar-se tota la capa dipositada fins a la seua aparença actual.
Els Jura estan compostos sobretot de pedres calcàries, generalment poroses, el qual els permet retindre aigua. Això crea un Relleu càrstic complex, on l'alternança de bancs calcaris i margues condiciona la presència o absència d'aigua a la superfície. Hom hi pot trobar llacs d'origen glacial, que daten de la glaciació del Quaternari.

## Principals pics

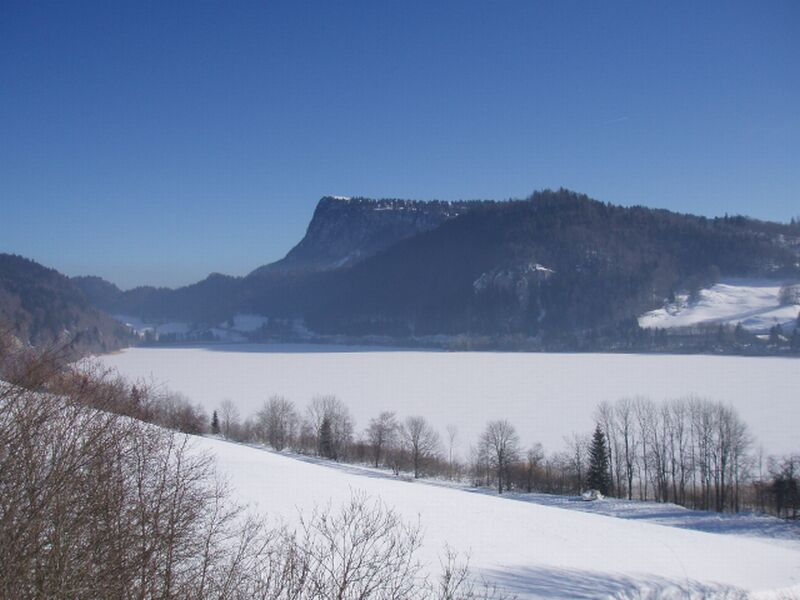
La dent de Vaulion

- 1.720 m: Crêt de la Neige (Ain, França)
- 1.717 m: Le Reculet (Ain, França)
- 1.688 m: Colomby de Gex (Ain, França)
- 1.679 m: Mont Tendre (Vaud, Suïssa)
- 1.677 m: La Dôle (Vaud, Suïssa)
- 1.621 m: Grand Crêt d'Eau (Ain, França)
- 1.607 m: Chasseral (Berna, Suïssa)
- 1.607 m: Le Chasseron (Vaud, Suïssa)
- 1.588 m: Le Suchet (Vaud, Suïssa)
- 1.560 m: Aiguilles de Baulmes (Vaud, Suïssa)
- 1.540 m: Grand Colombier (Ain, França)
- 1.528 m: La Barillette (Vaud, Suïssa)
- 1.495 m: Crêt Pela (Jura, França)
- 1.483 m: Dent de Vaulion (Vaud, Suïssa)
- 1.463 m: Mont d'Or (Doubs, França)
- 1.439 m: Mont Racine (Neuchâtel, Suïssa)
- 1.284 m: Le Weissenstein (Soleure, Suïssa)